# Mateusz Bieniek
Mateusz Bieniek est un joueur polonais de volley-ball né le 5 avril 1994 à Blachownia (VS). Il joue central.

## Palmarès

### Clubs
Championnat de Pologne des moins de 21 ans:
- 2013

Coupe de Pologne:
- 2017, 2019

Championnat de Pologne:
- 2017, 2019
- 2018

Championnat du Monde des Clubs:
- 2019

Coupe d'Italie:
- 2020[1]

### Équipe nationale
Coupe du Monde:
- 2019
- 2015

Championnat du Monde:
- 2018[2]

Championnat d'Europe:
- 2019, 2021

Ligue des Nations:
- 2021
- 2022

### Distinctions individuelles
- 2013: Meilleur contreur Championnat de Pologne des moins de 21 ans
- 2021: Meilleur central tournoi final Ligue des Nations
- 2022: Meilleur central tournoi final Ligue des Nations